# Nore
Nore (anglicky River Nore, irsky An Fheoir nebo Abhainn na Feoire) je řeka v Irsku, tekoucí středem a jihem ostrova. Je to významný pravostranný přítok řeky Barrow. Je dlouhá 140 km a je jednou z tzv. Tří sester (anglicky The Three Sisters).
Pramení na severu hrabství Tipperary na severovýchodních svazích vrchu Devil's Bit Mountain (481 m n. m.), západně od obce Clonakenny. Nejprve teče na severovýchod, nad městem Castletown v hrabství Laois se ohýbá a pokračuje na jihovýchod. Jižně od obce Old Town se stáčí severojižním směrem, protéká městem Ballyragget a po soutoku s říčkou Nuenna teče znovu na jihovýchod městem Kilkenny ve stejnojmenném hrabství. Pod městem pokračuje přechodně na jih přes obec Bennettsbridge, následně se prudce otáčí na východ a teče přes Thomastown. Na svém konci už teče jihovýchodním směrem a do Barrow ústí severně od města New Ross v hrabství Waterford.
Nejvýznamnějšími přítoky zprava jsou: Gully, Erkin, Kings River, Arrigle; zleva: Tonet, Owenbeg, Dinin.